# 达尔马巴德
达尔马巴德（Dharmabad），是印度马哈拉施特拉邦Nanded县的一个城镇。总人口29936（2001年）。

## 人口
该地2001年总人口29936人，其中男性15218人，女性14718人；0—6岁人口4255人，其中男2180人，女2075人；识字率58.42%，其中男性为68.52%，女性为47.97%。